# سيدي جعفر 2 (عين كرمة)
سيدي جعفر 2 هي إحدى مشيخات المملكة المغربية، تتبع جغرافيا لعمالة مكناس وإداريًا لعين كرمة. يقدر عدد سكانها بـ 1274 نسمة حسب الإحصاء الرسمي للسكان والسكنى لسنة 2004.